# تیزک صغیر
تیزک صغیر (نام علمی: Najas minor) نام یک گونه از سرده تیزک‌ها است.